# Brécy
Brécy é uma comuna francesa na região administrativa do Centro, no departamento Cher. Estende-se por uma área de 40,71 km². Em 2010 a comuna tinha 1 054 habitantes (densidade: 25,9 hab./km²).